# Swain County
Swain County är ett administrativt område i delstaten North Carolina, USA, med 13 981 invånare. Den administrativa huvudorten (county seat) är Bryson City. 
Del av Great Smoky Mountains nationalpark ligger i countyt. 

## Geografi
Enligt United States Census Bureau så har countyt en total area på 1 401 km². 1 367 km² av den arean är land och 34 km² är vatten.  

### Angränsande countyn
- Sevier County, Tennessee - nord
- Haywood County, North Carolina - öst
- Jackson County, North Carolina - sydöst
- Macon County, North Carolina - syd
- Graham County, North Carolina - sydväst
- Blount County, Tennessee - nordväst